# Операційний цикл
Операційний  цикл (НП(С)БО 1) - проміжок часу між придбанням запасів для здійснення діяльності та отриманням коштів (еквівалентів грошових коштів) від реалізації виробленої з них продукції або товарів і послуг.